# Deutsche Telekom
Дојче телеком (  — Немачки телеком) је немачка телекомуникациона компанија са седиштем у Бону. Дојче телеком је основан 1989. године под именом Deutsche Bundespost Telekom као део реформе Немачке поште. Приватизован је 1996. године стим што је Немачка држава задржала 32% власништва.

## Историјат
Дојче телеком је основан 1. јула 1989. године као део реформе тадашње Немачке Поште. 1. јануара 1995. године као део још једне реформе добија садашње име и постаје акционарско друштво. Приватизован је 1996.
До почетка 21. века Дојче телеком је контролисао готово сав интернет приступ резиденцијалних корисника и малих предузећа пошто је био први телеком и до 1995. имао монополски положај.

## Пословање
- одељење намењено резиденцијалним корисницима, пружа услуге фиксне телефоније, широкопојасног интернета, мобилне телефоније, и IPTV услуге.
- одељење намењено пословним корисницима и јавном сектору.
- међународно одељење за мобилну телефонију.
- одељење намењено за мала предузећа и инвидуалне кориснике.

Дојче телеком послује у САД и у већем делу Европе где поседује или 100% или већински пакет акција бивших државних монополиста (Словачки Телеком, Мађарски Телеком, Хрватски Телеком, Македонски Телеком, Црногорски Телеком). Све компаније у власништву Немачког Телеком послују под истим брендом односно користе препознатљиво Т као префикс свих својих услуга.